# Cronica Română
Cronica Română este un ziar cotidian din România. Proprietarul mărcii „Cronica Română”, marcă înregistrată la OSIM, este,  începând din 6 august 2014, Iulian Badea, jurnalist cu o experiență de 17 ani în presa scrisă și online, toți la cotidianul „Cronica Română”. Angajat ca redactor la departamentul politic în 20 ianuarie 1997, pe perioada directoratului lui Horia Alexandrescu a ocupat, pe rând, funcțiile de șef departament politic, redactor șef adjunct și din octombrie 2007 redactor șef al acestui important cotidian postdecembrist, care a apărut în format print până pe 31 iulie 2012.